# Uniwersyteckie Centrum Pediatrii im. Marii Konopnickiej w Łodzi
Uniwersyteckie Centrum Pediatrii im. Marii Konopnickiej w Łodzi (dawn. Pediatryczny Szpital Kliniczny im. Marii Konopnickiej, Uniwersytecki Szpital Kliniczny Nr 4 im. Marii Konopnickiej) – szpital pediatryczny, położony przy ul. bł. Anastazego Pankiewicza 16 w Łodzi.

## Historia
Pediatryczny Szpital Kliniczny im. Marii Konopnickiej w Łodzi budowano w latach 1952–1958 wg projektu architekta B. Żelezińskiego z Biura Projektów Służby Zdrowia w Warszawie. Uroczyste otwarcie placówki odbyło się 10 maja 1959 roku. Obiekt początkowo budynek miał pełnić funkcję miejskiego szpitala dziecięcego, lecz Prezydium Rady Narodowej miasta Łodzi, przekazało budynek Akademii Medycznej, doceniając jej rolę oraz potrzeby. Uczelnia zlokalizowała wówczas w gmachu zespół klinik pediatrycznych, w tym: I Katedra i Klinika Pediatryczna, II Katedra i Klinika Pediatryczna, Katedra i Klinika Chirurgii Dziecięcej, Oddział Otolaryngologii Dziecięcej (od 1970 Klinika Otolaryngologii Dziecięcej). W 1968 w budynku utworzono Zakład Propedeutyki Pediatrii, następnie w 1975 – Oddział Intensywnej Terapii i Anestezjologii, a w 1997 roku – III Klinikę Pediatrii przekształcona w Klinikę Kardiologii Dziecięcej. W 1999 w szpitalu powstał Samodzielny Oddział Kliniczny Okulistyki Dziecięcej.

### Dyrektorzy
- Stanisław Kmita (do 1958)
- Bogumił Kołaczkowski (1958–1959)
- Jeremi Loba (1959–1962)
- Napoleon Jarosik (196–1997)[3]
- Jerzy Stańczyk (1997[3]–2015)
- Monika Domarecka (od 2015)[1]

## Kliniki i Oddziały
- Klinika Alergologii, Gastroenterologii i Żywienia Dzieci
- Klinika Chirurgii i Onkologii Dziecięcej
- Klinika Kardiologii Dziecięcej
- Klinika Okulistyki Dziecięcej
- Klinika Onkologii i Hematologii Dziecięcej
- Klinika Otolaryngologii, Audiologii i Foniatrii Dziecięcej
- Klinika Pediatrii, Onkologii, Hematologii i Diabetologii Dziecięcej
- Klinika Propedeutyki Pediatrii i Chorób Metabolicznych Kości
- Oddział Kliniczny Chirurgii i Urologii Dziecięcej
- Oddział Intensywnej Terapii i Anestezjologii Dziecięcej
- Oddział Kliniczny Medycyny Ratunkowej (SOR)
- Oddział Rehabilitacyjny dla Dzieci[3]

## Wyróżnienia
- Finał Ogólnopolskiego Rankingu Szpitali „Bezpieczny Szpital” (2002, 2006, 2007, 2009, 2010)
- Certyfikat „Dobry Szpital” (2008)
- Perły Medycyny – II miejsce w kategorii: szpitale wielospecjalistyczne poniżej 400 łóżek (2010)
- Certyfikat „Szpital bez bólu” (2010)[3]